# 法容伊什
法容伊什是葡萄牙阿威罗区的一个堂区。总面积6.99平方公里，总人口3180人，人口密度454.9人/平方公里。

## 友好城市
- 法國 吕塞